# Compexit Group
Compexit Group este un grup de companii din Cluj-Napoca.
Grupul Compexit este format din Compexit Trading, dealer Skoda, Topcar, dealer Seat, divizia Seul Auto care este și service auto și Proton Auto, care comercializează piese și consumabile auto.
Prima companie din grup a fost Compexit Cars, înființată în anul 1992, devenind ulterior Compexit Trading.
Acționarii Compexit Group sunt oamenii de afaceri Răzvan Rotta, Dan Palaghean, Titus și Marius Nicoară.
Cifra de afaceri în 2004: 6,6 milioane euro